# Garraf

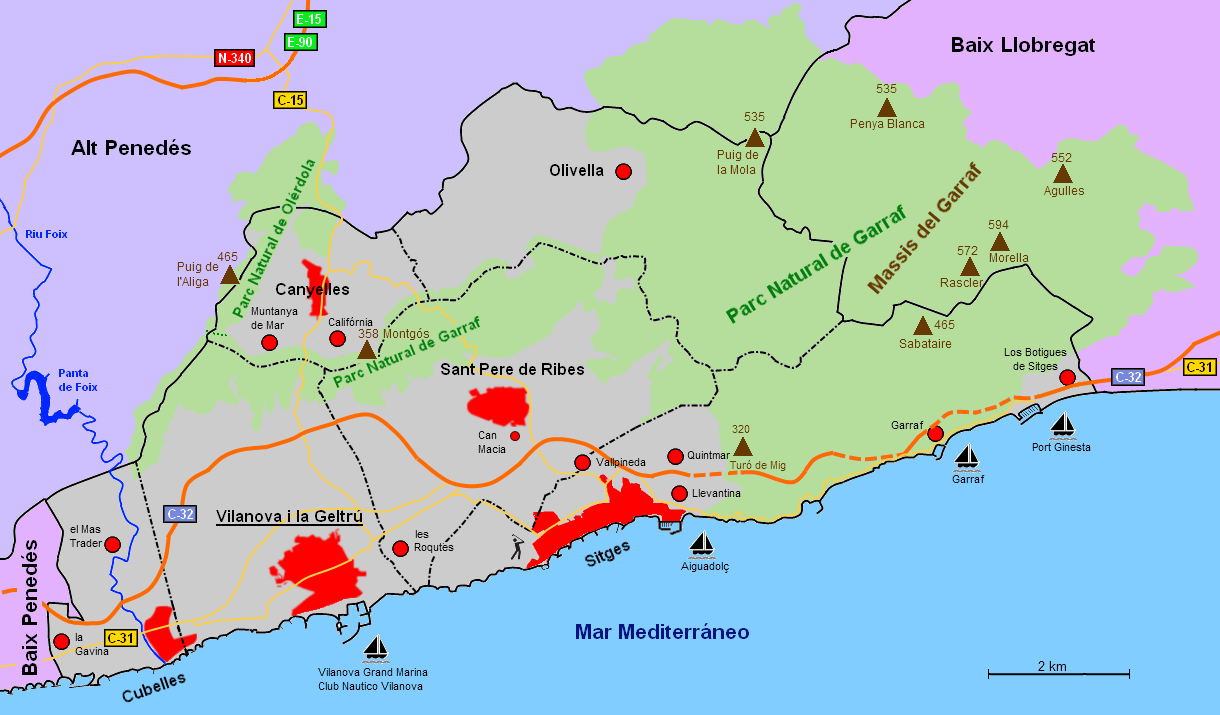
Karte der Comarca Garraf

Die Comarca Garraf liegt in der Provinz Barcelona der Autonomen Gemeinschaft von Katalonien (Spanien). Der Gemeindeverband hat eine Fläche von 184,59 km² und 156.794 Einwohner (2022). Garraf ist eine der kleinsten Comarcas Kataloniens.

## Lage

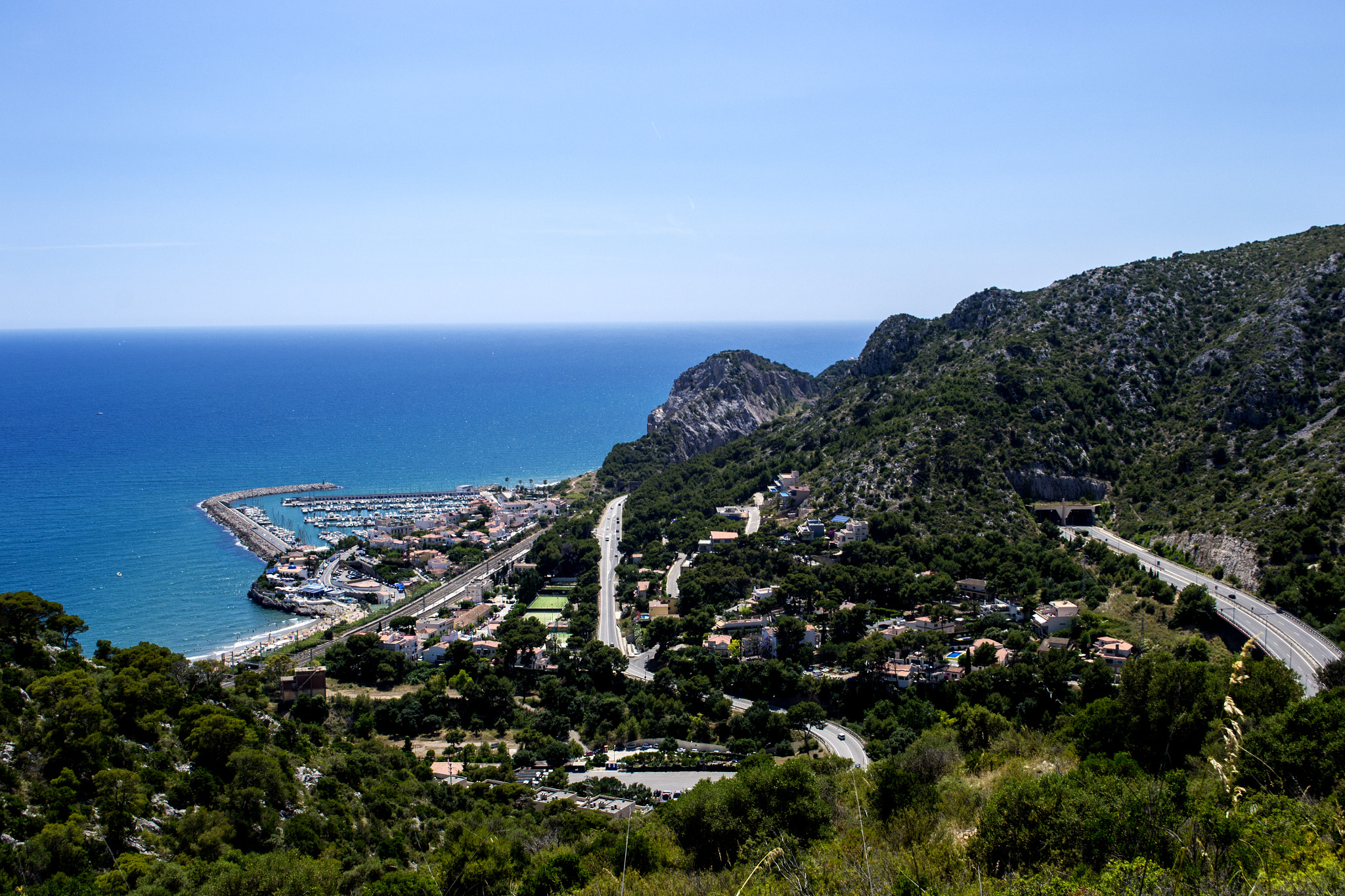

Der Gemeindeverband liegt im Süden des mittleren Teils Kataloniens zwischen den Provinz-Hauptstädten Barcelona und Tarragona. Er grenzt im Osten an die Comarca Baix Llobregat, im Norden an die Comarca Alt Penedès, im Westen an die Comarca Baix Penedès und im Süden an die 29 km lange Küste der Costa del Garraf am Mittelmeer. Zusammen mit den Comarcas Alt Penedès, Baix Llobregat, Barcelonès, Maresme, Vallès Occidental und Vallès Oriental bildet die Region das Territorium Àmbit Metropolità de Barcelona.
Die Landschaft ist im Osten und Norden durch die Berge des Garraf geprägt. Die Küste zum Mittelmeer ist hier steil abfallend und felsig. Der südwestliche Teil Garrafs liegt in einer Ebene. Die Küste bildet hier zahlreiche feine Sandstrände. Im äußersten Westen durchfließt der Fluss Foix die Comarca von Nord nach Süd und mündet bei Cubelles ins Mittelmeer. Nördlich der Berge des Garraf liegt die Ebene des Penedès, die eine bedeutende Weinanbauregion ist. Zusammen mit den Landkreisen Alt Penedes und Baix Penedes bildet Garraf die natürliche Region des Penedès.

## Naturparks
Mehr als die Hälfte des Territoriums der Comarca bilden einen 123,8 km² großen mit Wanderwegen durchzogenen Naturpark Garraf.
Im Nordwesten befindet sich der kleinere Naturpark Olèrdola. Von der höchsten Erhebung, dem Puig de l’Aliga (465 Meter), hat man einen Blick bis weit in die Ebene des Penedès.
Im Westen der Comarca und auf dem Gebiet der Comarca Alt Penedès liegt der Naturpark Foix. Die Flusslandschaft des Foix ist im Gegensatz zu den beiden anderen Parks feucht. Im Zentrum des Parkes, auf dem Gebiet von Alt Penedès, befindet sich ein Stausee, der als Wasserspeicher für Trinkwasserversorgung der Region konzipiert wurde. Dieser Ort ist eine Zufluchtstätte für zahlreiche Vogelarten. Es wurden bereits 143 Arten katalogisiert.

## Wirtschaft
Die Ebene vor den Bergen des Garraf wird landwirtschaftlich genutzt. Angebaut wird hauptsächlich Wein. Eine wichtige Rolle spielt der Tourismus in den Küstengemeinden Sitges und Cubelles. Die Hauptstadt Vilanova i la Geltrú ist ein Zentrum des Handels, Kleingewerbes und der Dienstleistungen, aber auch einer modernen Industrie, die sich in den Randgebieten der Stadt niedergelassen hat. Der Hafen von Vilanova i la Geltrú ist einer der größten von Katalonien.

## Verkehr
Bis 1994 bildeten die Berge des Garraf eine natürliche Barriere zwischen Barcelona und Garraf. Mit dem Bau der Autobahn C-32 und der Unterquerung der Berge des Garraf, durch 2 lange Tunnelabschnitte, erhielt die Comarca eine gute Verkehrsanbindung zum Flughafen und nach Barcelona.
Garraf ist in das S-Bahn-Netz (Rodalies Linie C2-Sud) von Barcelona eingebunden.

## Gemeinden
| Gemeinde             | Einwohner (2024) | Fläche km² | Dichte Einw./km² | Cod INE | Postleitzahl |
| -------------------- | ---------------- | ---------- | ---------------- | ------- | ------------ |
| Canyelles            | 5.367            | 13,99      | 384              | 08043   | 08811        |
| Cubelles             | 17.243           | 13,34      | 1.293            | 08074   | 08880        |
| Olivella             | 4.419            | 38,81      | 114              | 08148   | 08818        |
| Sant Pere de Ribes   | 32.121           | 40,88      | 786              | 08231   | 08810, 08812 |
| Sitges               | 32.405           | 43,70      | 742              | 08270   | 08870        |
| Vilanova i la Geltrú | 70.418           | 33,87      | 2.079            | 08307   | 08800        |
| Comarca Garraf       | 161.973          | 184,59     | 877              | –       | –            |

## Meteorit
Im Jahr 1905 wurde auf dem Gebiet von Garraf ein Steinmeteorit gefunden und als eisenarmer Typ L6 klassifiziert.